# Римёнсу
 Спортивный клуб «Римёнсу»  (Хангыль: 리명수체육단; Ханча: 鯉明水體育團) — северокорейский профессиональный футбольный клуб из города Саривон. Выступает в Северокорейской футбольной лиге. Клуб ни разу не был победителем футбольной лиги КНДР, однако поставлял четыре игрока для сборной на Чемпионат мира по футболу среди юношеских команд 2005 и пять игроков на Чемпионат мира по футболу среди молодёжных команд 2007.

## Участие в соревнованиях под эгидой АФК
В мае 2014 года футболисты «Римёнсу» вышли в финальную часть Кубка президента АФК 2014, одержав две ничьи и одну победу в отборочном турнире, в группе «B». Игры проходили в Филиппинах, в первом матче «Римёнсу» сыграл вничью с «Цересом» (2:2), во втором ничья с МТТУ (1:1), в заключительном разгромная победа над «Татунг» (5:0).

## Известные игроки
- Ан Чхоль Хёк
- Ким Кён Иль
- Чхве Гым Чхоль